# Aloysio Gomide
Aloysio Mares Dias Gomide (Distrito Federal do Brasil, 14 de abril de 1929 - 2 de novembro de 2015) foi um diplomata brasileiro. Ficou conhecido por ter sido sequestrado na década de 1970 por guerrilheiros uruguaios do Movimento de Liberação Nacional - Tupamaros.
Gomide é filho do diplomata José Gomide Júnior. Em 1952 ingressou no Instituto Rio Branco. Em 1955 foi nomeado vice-cônsul do Brasil em Miami, EUA. De 1957 a 1959 trabalhou em San José, Costa Rica. Em 1961 foi removido para Roma. Acompanhou as delegações brasileiras em reuniões da Organização das Nações Unidas para Educação e Cultura - UNESCO, da Organização das Nações Unidas para Alimentação e Agricultura - FAO, da Organização dos Estados Americanos - OEA e do Conselho Interamericano Econômico e Social. Foi nomeado, a partir de 1967, cônsul do Brasil em Montevideu, Uruguai. Seu filho, Aloysio Mares Dias Gomide Filho, também é diplomata.

## O sequestro
Em 31 de julho de 1970 foi sequestrado em sua casa, em Montevideu, na presença de sua mulher e do seu filho, Aloysio Filho, por dois membros do movimento guerrilheiro de esquerda Tupamaro que se passaram por técnicos de uma agência de telefonia uruguaia. Era a primeira vez que o movimento sequestrava estrangeiros. Gomide passou 205 dias em cativeiro. Inicialmente o grupo pedia como resgate a libertação de 150 presos políticos. O governo do presidente Jorge Pacheco Areco se recusou a negociar com os guerrilheiros. Em agosto, a esposa de Gomide, Maria Aparecida Gomide, encontra-se com guerrilheiros na prisão e pede em rádios do país que o presidente do país negocie com os tupamaros. Aparecida retorna ao Brasil e apela pela intermediação do chanceler Mário Gibson Barboza e do presidente Emílio Médici. Estes se recusam alegando não poder interferir em assuntos internos de outros países. Em dezembro, os Tupamaros desistem da libertação dos presos exigindo resgate de US$ 1 milhão (um milhão de dólares). Aparecida inicia uma campanha no Brasil, contando com o apoio do apresentador Chacrinha, para arrecadar fundos para libertar seu marido. Em janeiro de 1971 foram arrecadados US$250 mil. Aparecida Gomide retorna ao Uruguai e continua a negociar com os tupamaros que exigem o fim do estado de sítio promulgado pelo Congresso Uruguaio para libertar o diplomata brasileiro. No dia seguinte ao fim da suspensão de garantias individuais, em 21 de fevereiro de 1971, Aloysio Gomide é libertado regressando imediatamente ao Brasil, onde foi recebido pelo presidente Emílio Médici

### Bastidores da negociação e libertação
Sua libertação se deu em troca da suspensão do estado de sítio decretado pelo governo do presidente Pacheco Areco e do recebimento de US$250 mil dólares, enviados ao Uruguai e entregues aos Tupamaros, através de uma operação sigilosa feita pelo diplomata brasileiro Quintino Deseta e comandada pela esposa do diplomata sequestrado, Maria Aparecida Gomide, que conseguiu os recursos através de uma grande campanha de doações feitas no Brasil, numa mistura de coleta popular feita com a ajuda dos apresentadores de televisão Flávio Cavalcanti e Chacrinha e outras em completo sigilo e com os doadores sendo ameaçados, pela recusa oficial do governo do general Emílio Garrastazu Médici e do governo uruguaio em negociar com o grupo guerrilheiro. Depois de meses de sequestro, quando no Brasil se anunciava que a quantia havia sido conseguida, o governo uruguaio chegou a fechar a fronteira entre os dois países para evitar a entrada de mensageiros levando o dinheiro. A quantia (que inicialmente deveria ser de  US$1 milhão foi renegociada e aceita pelos Tupamaros) chegou ao Uruguai através de duas mulheres, uma delas grande amiga de Aparecida Gomide e a outra especialista em contrabandear muambas pela fronteira, que o levaram dentro de uma sacola coberta com roupa suja.
Anos depois, o historiador Marco Villalobos conseguiu um documento, um telegrama entre o Itamaraty e o gerente do Banco do Brasil em Montevidéu da época, que provaria que, apesar da negativa oficial, o governo Médici teria agido nas sombras, pressionando o governo uruguaio – uma visita de alunos da Armada Uruguaia ao Brasil foi cancelada e o embaixador uruguaio Folle Martinez convocado pelo governo brasileiro para explicações, quando o governo de Areco se recusou a publicar um manifesto dos guerrilheiros:81 – e sendo o responsável por prover os recursos restantes para o pagamento do resgate. Os governos uruguaio e brasileiro recusavam-se oficialmente a negociar pagamento de resgate com grupos guerrilheiros para evitar uma onda de sequestros nos dois países.